# Hopfen-Zünslereule
Die Hopfen-Zünslereule (Hypena rostralis), auch Hopfenschnabeleule genannt, ist ein Schmetterling (Nachtfalter) aus der Familie der Eulenfalter (Erebidae).

## Merkmale
Die Falter erreichen eine Flügelspannweite von 27 bis 32 Millimetern. Färbung und Zeichnung sind sehr variabel. Die Vorderflügel sind dunkel- bis hellbraun mit grauen Partien. Eine leicht gewellte Querlinie etwa in Flügelmitte ist fast immer vorhanden. Eine Zackenlinie im ersten Flügeldrittel sowie eine weitere Zackenlinie im äußeren Flügeldrittel können gut ausgebildet sein oder auch fast fehlen. Fast immer ist auch ein dunklerer Strich in der Flügelspitze ausgebildet. Gelegentlich ist auch ein radialer dunklerer Balken in der vorderen Flügelhälfte entwickelt. Die Hinterflügel sind hellbraun mit etwas dunklerer Äderung. Auffallend ist die für Nesseleulen sehr lange Schnauze.
Die glasigen, mit roten Punkten versehenen abgeflachten Eier haben 23 oder 24 deutliche Längsrippen, von denen aber nicht alle bis zur Mikropyle reichen.
Die grünen Raupen haben eine dunkle Rückenlinie und deutlich abgesetzte Segmente. Nebenrückenlinie und Seitenlinie sind weißlich. Der Kopf ist gelblich-bräunlich. Die Puppe ist dunkelbraun und relativ schlank.

## Vorkommen
Die Hopfen-Zünslereule kommt in ganz Europa bis weit nach Skandinavien hinein vor. Über Kleinasien, den Kaukasus ist die Art bis weit nach Sibirien hinein verbreitet. Sie ist weit verbreitet an Waldrändern, Waldlichtungen, Ufergebieten, in Gärten, Parklandschaften und Kulturland und steigt im Gebirge bis auf 1600 m an.

## Lebensweise
Die Art bildet ein bis zwei Generationen pro Jahr aus. Die Generationsabfolge ist aber sehr uneinheitlich. Aus einem Teil der im Frühjahr von den überwinternden Faltern abgelegten Eiern entwickeln sich im Juni/Juli Falter, die wiederum ihre Eier ablegen. Ein anderer Teil der im Frühjahr abgelegten Eier entwickelt sich erst im Herbst zum Falter, der dann überwintert. Die Eier der zweiten Generation können sich dann ebenfalls bis zum Herbst zu Faltern entwickeln, die dann wiederum überwintern. Die Falter sind dämmerungs- und nachtaktiv und kommen ans Licht. Die Raupen ernähren sich hauptsächlich von Hopfen (Humulus lupulus) (daher der populärwissenschaftliche Name), aber auch von Brennnesseln (Urtica) oder auch Himbeeren (Rubus idaeus) und Brombeeren (Rubus fruticosus). Auch Hahnenfuß-Arten (Ranunculus) werden genannt. Die Verpuppung erfolgt in einem Gespinst.

## Gefährdung
Die Art ist in einigen deutschen Bundesländern (z. B. Hamburg) als gefährdet eingestuft oder bei anhaltender Lebensraumzerstörung als potenziell gefährdet (Niedersachsen). Ansonsten ist die Art in Deutschland noch relativ häufig anzutreffen.

## Taxonomie
Entsprechend diesen großen Variationen wurden eine ganze Reihe von Formen unterschieden. Individuen mit gelbbrauner Grundfarbe mit deutlicher Zeichnung werden als forma ochrea-variegata bezeichnet, Individuen mit hellem Vorderrand forma vittata, Individuen mit dunkelbraunem Vorderflügel, gelbbraunem Vorderrand und undeutlicher Zeichnung forma radiatalis, Individuen mit braunen Vorderflügeln und undeutlicher Zeichnung forma unicolor, Individuen mit dunkelgrauen Vorderflügeln und undeutlicher Zeichnung forma palpalis und Exemplare mit gelbbraunen Vorderflügeln und fast fehlender Zeichnung forma ochrea.